# Georgi Bratoew
Georgi Bratoew (bulgarisch Георги Братоев, englische Transkription: Georgi Bratoev; * 21. Oktober 1987 in Sofia) ist ein bulgarischer Volleyballspieler.

## Karriere
Bratoew begann seine Karriere bei Slawia Sofia. Später wechselte der Zuspieler innerhalb der bulgarischen Hauptstadt zu Lewski Sofia. Mit der bulgarischen Nationalmannschaft erreichte er gemeinsam mit seinem Zwillingsbruder Walentin Bratoew bei den Olympischen Spielen 2012 den vierten Platz.